# Вудсток (Алабама)
Вудсток (англ. Woodstock) — місто (англ. town) в США, в окрузі Бібб штату Алабама. Населення — 1472 особи (2020).

## Географія
Вудсток розташований за координатами 33°13′2″ пн. ш. 87°8′54″ зх. д. / 33.21722° пн. ш. 87.14833° зх. д. (33.217321, -87.148413).  За даними Бюро перепису населення США в 2010 році місто мало площу 18,72 км², з яких 18,33 км² — суходіл та 0,39 км² — водойми.

## Демографія
Згідно з переписом 2010 року, у місті мешкало 1428 осіб у 507 домогосподарствах у складі 395 родин. Густота населення становила 76 осіб/км².  Було 549 помешкань (29/км²).
Расовий склад населення:
| - 94,3 % — білих - 3,4 % — чорних або афроамериканців - 0,1 % — корінних американців - 0,1 % — азіатів - 1,1 % — осіб інших рас |

До двох чи більше рас належало 1,0 %. Частка іспаномовних становила 2,1 % від усіх жителів.
За віковим діапазоном населення розподілялося таким чином: 26,9 % — особи молодші 18 років, 63,0 % — особи у віці 18—64 років, 10,1 % — особи у віці 65 років та старші. Медіана віку мешканця становила 35,7 року. На 100 осіб жіночої статі у місті припадало 100,6 чоловіків;  на 100 жінок у віці від 18 років та старших — 96,6 чоловіків також старших 18 років.
Середній дохід на одне домашнє господарство  становив 78 234 долари США (медіана — 54 519), а середній дохід на одну сім'ю — 83 355 доларів (медіана — 59 861). За межею бідності перебувало 13,5 % осіб, у тому числі 16,5 % дітей у віці до 18 років та 5,6 % осіб у віці 65 років та старших.
Цивільне працевлаштоване населення становило 666 осіб. Основні галузі зайнятості: виробництво — 18,6 %, науковці, спеціалісти, менеджери — 15,5 %, освіта, охорона здоров'я та соціальна допомога — 14,9 %.